# Устранимые затраты
Устранимые затраты (англ. avoidable costs) — затраты, которые можно избежать, которые можно сэкономить, если выбрать альтернативный вариант; противовес неустранимым затратам, которые будут понесены в любом случае.

## Определение
Английский профессор Колин Друри определяет устранимые затраты как затраты, которые можно избежать, сэкономить, если выбрать альтернативный вариант.
Канадский профессор Энтони Аткинсон добавляет, что устранимые затраты — затраты, которые элиминируются, когда прекращается производство продукта или закрывается какой-либо сегмент бизнеса.